# Je hais les dimanches
Je hais les dimanches, paroles de Charles Aznavour et musique de Florence Véran, est une chanson française des années 1950. 

## Historique
D'abord refusée par Édith Piaf, cette chanson, popularisée par Juliette Gréco, déclencha la levée de boucliers d'une certaine presse[réf. nécessaire] qui la perçut mal à cause de son thème pessimiste et élitiste[pas clair], on put lire : « Si elle boulonnait un peu, elle saurait ce que c'est ! Elle aimerait les dimanches ! ». Gréco avec cette chanson remporte le « prix Édith-Piaf d'interprétation » au concours de Deauville le 23 août 1951 et s'attire ainsi les ressentiments d'Édith Piaf[réf. nécessaire]. Cette chanson primée popularisa Gréco auprès du grand public grâce à sa large radiodiffusion.

## Interprétation
- Juliette Gréco qui lance la chanson et l'enregistre plusieurs fois[3].
- Édith Piaf se ravise, interprète cette chanson et l'enregistre en juillet 1951 sur un 78 tours chez Columbia (BF 411)[4].
- Pia Colombo la met à son répertoire[5]
- Charles Aznavour (auteur des paroles), interprète le titre et l'enregistre en 1954.

## Postérité
La chanson, chantée sur scène par Gréco, est présente dans le film Boum sur Paris (1954).
La formule Je hais les dimanches, qui ne laisse pas indifférent, est ré-utilisée :
- par Raphael qui utilise ce titre pour une chanson de son album Pacific 231 en 2010.
- par Hervé Bellec pour un livre de chroniques aux éditions Dialogue en 2015[6]
- par Marcela Iacub, Je hais les dimanches un article de Marcela Iacub  dans Libération où elle développe ce thème[7]